# Flyglobespan
Flyglobespan — бывшая британская бюджетная авиакомпания, базировавшаяся в Эдинбурге, Шотландия. Выполняла регулярные рейсы из Глазго и Эдинбурга по 36 направлениям в Европе, Северной Америке, странах Карибского региона и Африке.

## История
Авиакомпания Flyglobespan, дочерняя компания Globespan Group, была образована в ноябре 2002. Регулярные авиаперевозки начала в апреле 2003 из Прествика, второго международного аэропорта Глазго, а также эдинбургского аэропорта на пяти международных маршрутах в Испанию, Францию и Италию. Для этого использовались два самолёта Boeing 737—300, предоставленные компанией Channel Express.
Созданию Flyglobespan предшествовала успешная деятельность её материнской компании, шотландского туроператора Globespan Group, по продаже авиабилетов на международные рейсы сторонних авиакомпаний под собственным брендом. Это привело к решению руководства Globespan сделать авиаперевозки самостоятельным направлением бизнеса. Для Flyglobespan был выбран формат бюджетной авиакомпании, предлагающей существенно более дешёвые билеты за счёт сокращения количества услуг, предоставляемых в полёте.
Сразу после образования Flyglobespan использовала самолёты и экипажи авиакомпании Channel Express, перекрашенные однако в фирменные красно-белые цвета Flyglobespan. Нерегулярные рейсы на самые популярные в Европе курорты тем не менее были вполне рентабельными, всё это приводило к постепенному увеличению их количества и в конечном итоге вылилось в переезд Flyglobespan из Прествика в более крупный и удобно расположенный Международный аэропорт Глазго. В 2004 было принято решение начать формирование собственного авиапарка. Для этого Globespan Group приобрело авиаперевозчика-банкрота Cougar Leasing, основным активом которого была его лицензия на право осуществлять эксплуатацию самолётов. Flyglobespan превращалась в полноценную авиакомпанию. Вскоре была расширена и география маршрутов: в частности, в расписание Flyglobespan была добавлена Прага, и вскоре ранее монопольно обслуживавшая направление Глазго-Прага авиакомпания Czech Airlines была вынуждена полностью уйти с этого маршрута.
В марте 2005 Flyglobespan обслуживала 15 направлений по всей Европе, имея в своём распоряжении флот из 9 самолётов, из которых 3 были новыми. Количество пассажиров утроилось, до 1,5 миллионов в год. Оборот за второй год деятельности авиакомпании (оканчивающийся в октябре 2004) составил 98 миллионов фунтов, прибыль — 3,7 миллиона фунтов.

## Авиакомпания в 2005—2009 годах
Несмотря на высокую стоимость топлива и усиливающуюся конкуренцию на рынке бюджетных авиаперевозок, Flyglobespan продолжала успешно расширять свою деятельность. В октябре 2005 начали осуществляться регулярные рейсы из лондонского аэропорта Стэнстед. Хотя случались и неудачи: ежедневный рейс из Глазго в Амстердам был в итоге отменён из небольшого количества пассажиров, им пользующихся.
1 ноября 2005 Flyglobespan анонсировала свой первый трансатлантический маршрут: из Глазго в Международный аэропорт Орландо/Санфорд (Орландо, шт. Флорида, США). Регулярные рейсы на нём начались в июне 2006, для перелётов используется самолёт Boeing 767. На летний период 2006 частота рейсов в Аликанте и Малагу была увеличена до двух в день, а полёты в Мурсию стали осуществляться ежедневно. Кроме того, открылись сезонные еженедельные маршруты в Афины и Ираклион.
В августе 2006 Flyglobespan объявила о намерении взять в лизинг у ILFC на 10 лет два Boeing 787-8 Dreamliner. Лайнеры должны были быть поставлены в марте и ноябре 2010 года.
Для того, чтобы обслужить растущую сеть направлений у Flyglobespan существуют планы взять в лизинг у ILFC ещё один подержанный Boeing 767—300 и новый Boeing 737—700. К маю 2007, специально к открытию рейса Ливерпуль — Нью-Йорк флот Flyglobespan пополнится и первым Boeing 757. Имеются также планы по приобретению третьего Boeing 767, второго Boeing 757 и ещё двух Boeing 737.
Авиакомпания Flyglobespan также продекларировала намерение начать осуществлять с мая 2007 регулярные рейсы из Международного аэропорта Гамильтона в различные города Великобритании и Ирландии.

### Финансовые трудности и банкротство авиакомпании
В июле 2008 года Globespan лишился возможности получить покрытие выплат по кредитным картам страховой отрасли. Клиринговая компания по кредитным картам E-Clear, вместо того, чтобы платить Globespan обычные суммы наличными, утверждала, что в некоторых случаях пассажиры могут предъявлять к ним обоснованные претензии через компании-эмитенты кредитных карт в течение шести месяцев. после их полета. Таким образом, E-Clear удерживала большую сумму денег, выплаченную через них Globespan.
К октябрю 2009 года итоговая сумма задолженности E-Clear перед Globespan, оспаривалась. Globespan заявил, что долг составляет 35 миллионов фунтов стерлингов. После различных обсуждений Globespan попросил E-Clear согласиться на независимый аудит сумм, который был отклонён компанией.
В ноябре 2009 года газета The Independent сообщила, о серьёзных финансовых проблемах из-за задержек платежей клиринговой компанией по кредитным картам E-Clear.
Опасения относительно будущего авиакомпании вновь проявились 13 декабря 2009 года, когда несколько газет сообщили, что Flyglobespan до сих пор не смогла получить одобрение регулирующих органов на пакет финансирования от Halcyon Investments. The Guardian предположила, что Halcyon Investments контролируется E-Clear.
Компании Globespan Group PLC, Globespan Airways Limited и Alba Ground Handling Limited прекратили свою деятельность 16 декабря 2009 г. и 17 декабря были переведены в административное управление с назначением PricewaterhouseCoopers в качестве администратора. Последний рейс GSM706 из Хургады в Глазго приземлился в 22:30 16 декабря.
19 января 2010 года судья Высокого суда по запросу PriceWaterhouseCoopers (PWC) вынес административное постановление в отношении компании по обработке кредитных карт E-Clear UK, которая обрабатывала все транзакции по кредитным картам Globespan. Администратор PricewaterhouseCoopers, заявил, что после рассмотрения дела E-Clear UK, что больше средств у Globespan Group нет.

## Направления
По данным на сентябрь 2006 года авиакомпания выполняла полёты по следующим направлениям:

### Африка
- ЮАР
  - Кейптаун (Международный аэропорт Кейптауна): с ноября 2006

### Европа
- Великобритания
  - Англия
    - Бирмингем (Международный аэропорт Бирмингема): с мая 2007
    - Дарем (Durham Tees Valley Airport): с ноября 2006
    - Донкастер (Аэропорт Донкастер-Шеффилд имени Робина Гуда): с мая 2007
    - Ливерпуль (Аэропорт Ливерпуля имени Джона Леннона): с ноября 2006
    - Лондон (Стэнстед)
    - Манчестер (Международный аэропорт Манчестера): с ноября 2006
    - Ньюкасл (Международный аэропорт Ньюкасла): с мая 2007
    - Эксетер (Аэропорт Эксетера): с мая 2007

  - Шотландия
    - Абердин (Аэропорт Абердина): с ноября 2006
    - Глазго (Международный аэропорт Глазго)
    - Эдинбург (Аэропорт Эдинбурга)
- Греция
  - Афины (Eleftherios Venizelos Airport)
  - Ираклион (Международный аэропорт Ираклиона имени Никоса Казантзакиса)
- Кипр
  - Пафос (Международный аэропорт Пафоса)
- Ирландия
  - Дублин (Аэропорт Дублина): с мая 2007
  - Шэннон (Аэропорт Шэннона): с мая 2007
- Испания
  - Аликанте (Аэропорт Аликанте)
  - Барселона (El Prat International Airport)
  - Ивиса (Аэропорт Ивисы)
  - Лансароте (Аэропорт Лансароте)
  - Лас-Пальмас-де-Гран-Канария (Gran Canaria International Airport)
  - Менорка (Менорка)
  - Малага (Аэропорт Малаги)
  - Мурсия (Murcia-San Javier Airport)
  - Пальма (город) (Son Sant Joan Airport)
  - Тенерифе (Аэропорт Тенерифе имени королевы Софии)
- Италия
  - Рим (Международный аэропорт имени Леонардо да Винчи)
- Португалия
  - Фару (Аэропорт Фару)
- Франция
  - Ницца (Международный аэропорт Лазурного берега)
  - Шамбери (Аэропорт Шамбери): с декабря 2006
- Хорватия
  - Пула (Аэропорт Пулы)
- Чехия
  - Прага (Международный аэропорт Рузине)
- Швейцария
  - Женева (Международный аэропорт Куантрен)

### Северная Америка
- Барбадос: с января 2007
- Канада
  - Торонто (Международный аэропорт Пирсон): с ноября 2006
  - Гамильтон (Международный аэропорт имени Джона Манро): с мая 2007
- США
  - Бостон (Логан): с мая 2007
  - Лас-Вегас (МакКарран): с февраля 2007
  - Ньюарк (Международный аэропорт Ньюарк Либерти): с мая 2007
  - Орландо (Международный аэропорт Сэнфорд)

## Флот
По состоянию на июнь 2006 флот Flyglobespan состоял из 12 самолётов:
- 4 Боинга 737—300
- 4 Боинга 737—600
- 3 Боинга 737—800
- 1 Боинг 767—300